# جوليانا باشا
جوليانا باشا (بالألبانية: Juliana Pasha‏) هي مغنية ألبانية، ولدت في 20 مايو 1980 في تيرانا في ألبانيا.

## وصلات خارجية
- جوليانا باشا على موقع ميوزك برينز (الإنجليزية)
- جوليانا باشا على موقع ديسكوغز (الإنجليزية)